# Giovanni Ayroldi
Giovanni Ayroldi (Molfetta, 25 ottobre 1991) è un arbitro di calcio italiano.

## Biografia
È il figlio di Stefano e nipote di Nicola Ayroldi, a loro volta arbitri di calcio.

## Carriera
Ha iniziato ad arbitrare all'età di 16 anni, arrivando in Serie D nel 2013. Dopo tre anni, nel 2016 viene promosso in Lega Pro. Passato in C.A.N. B nel 2019, il 19 gennaio 2020 esordisce in Serie A, in occasione della partita Bologna-Verona, terminata 1-1.
Il 1º settembre 2020 viene inserito nell'organico della CAN A-B, nata dall’accorpamento di CAN A e CAN B: dirigerà sia in Serie A che in Serie B. Nella stagione 2020-2021 viene designato in 7 partite del massimo campionato e in 8 in cadetteria.
Il 15 agosto 2021 si infortuna durante Torino-Cremonese, partita dei trentaduesimi di Coppa Italia, venendo sostituito da Paride Tremolada.
Il 5 maggio 2022, nell'ambito di una collaborazione tra l'AIA e la Federazione Cipriota, dirige Achnas-AEK Larnaca, semifinale di ritorno della Coppa Nazionale di Cipro, con assistenti arbitrali e quarto ufficiale locali e il VAR italiano Luca Zufferli.
Il 15 febbraio 2023, nell'ambito di una collaborazione tra l'AIA e la Federazione Cipriota, dirige Omonia Nicosia-APOEL Nicosia, gara dei quarti di finale della Coppa Nazionale di Cipro, coadiuvato da assistenti arbitrali e quarto ufficiale locali e dal VAR italiano Valerio Marini.
L'11 aprile 2023, nell'ambito di una collaborazione tra l'AIA e la Federazione Cipriota, dirige Pafos-AEK Larnaca, gara dei playoff del massimo campionato di Cipro, coadiuvato da assistenti arbitrali locali e dall'italiano Gianluca Manganiello in qualità di VAR.